# Mikroregion Belém

Mikroregion Belém

Mikroregion Belém – mikroregion w brazylijskim stanie Pará należący do mezoregionu Metropolitana de Belém. Ma powierzchnię 3.143,9 km²

## Gminy
- Ananindeua
- Barcarena
- Belém
- Benevides
- Marituba
- Santa Bárbara do Pará